# Сирспорт (Мејн)
Сирспорт (енгл. Searsport) насељено је место без административног статуса у америчкој савезној држави Мејн.

## Демографија
По попису из 2010. године број становника је 992, што је 110 (-10,0%) становника мање него 2000. године.
| Група             | 2000.         | 2010.       |
| Белци             | 1.078 (97,8%) | 962 (97,0%) |
| Афроамериканци    | 2 (0,2%)      | 9 (0,9%)    |
| Азијати           | 0 (0,0%)      | 0 (0,0%)    |
| Хиспаноамериканци | 2 (0,2%)      | 6 (0,6%)    |
| Укупно            | 1.102         | 992         |